# Arundhati Roy
Arundhati Roy (ur. 24 listopada 1961 w Shillong) – indyjska pisarka, znana z rytmicznej prozy i lirycznych opisów Kerali, autorka kilku zbiorów esejów politycznych, poruszających kwestie humanitarne. Laureatka Nagrody Bookera w 1997.

## Życiorys
Córka chrześcijanki i pochodzącego z Bengalu wyznawcy hinduizmu. Dorastała w małej wiosce Aymanam w Kerali, gdzie toczy się też akcja jej pierwszej powieści Bóg rzeczy małych (1997). W wieku 16 lat przeprowadziła się do Delhi i zarabiała tam na życie sprzedażą butelek. W Delhi ukończyła architekturę, ale krótko pracowała w zawodzie. Pisała sztuki i scenariusze, pojawiała się na planie filmowym. Obecnie mieszka w Delhi ze swoim drugim mężem, reżyserem Pradipem Krishmenem. Przed napisaniem powieści stworzyła dwa scenariusze do wyreżyserowanych przez niego filmów: In Which Annie Gives It Those Ones (1989) – film o studentach architektury, w którym zagrała sama Roy, oraz Electric Moon (1992). Zagrała także rolę w Massey Sahib (1985), za który Krishen otrzymał nagrodę. Krótko po zakończeniu pracy nad filmami zajęła się Bogiem rzeczy małych - pisała tę książkę w latach 1992–1996. Powieść porusza przede wszystkim problem dyskryminacji kobiet w Indiach. Są one na poziomie prawnym, społecznym, kulturowym i politycznym wciąż obywatelkami drugiej kategorii, podobnie jak przedstawiciele niższych kast. Dyskryminacja ze względu na płeć i pochodzenie jest przyczyną tragedii, które spotykają bohaterów i bohaterki powieści. Ta częściowo autobiograficzna opowieść ukazuje Indie widziane oczami bliźniąt Rahel i Esthappena. Powieść zyskała wielkie międzynarodowe uznanie, czyniąc z Roy pierwszą kobietę z Indii, która otrzymała prestiżową Nagrodę Bookera.
Od czasu wydania Boga rzeczy małych Roy, dzięki sławie i pieniądzom, miała wreszcie możliwość zaangażować się skutecznie w działalność obywatelską i stała się, podobnie jak jej matka Mary, aktywistką społeczną i feministyczną. Matka Roy walczyła przeciwko prawu rodzinnemu w Indiach i pragnęła, by kobiety dostały równe prawo dziedziczenia majątków ojców. Roy poświęca swoje książki i wystąpienia prawom kobiet, sprawiedliwości społecznej i ochronie środowiska. Protestuje też przeciw broni nuklearnej i projektowi zapory na Narmadzie. W 2004 otrzymała nagrodę Sydney Peace Prize za walkę na rzecz pokoju i praw człowieka.
Zasiadała w jury konkursu głównego na 53. MFF w Cannes (2000).

## Twórczość

### Powieści
- Bóg rzeczy małych (The God of Small Things, 1997), przeł. Tomasz Bieroń.
- Ministerstwo niezrównanego szczęścia (The Ministry of Utmost Happiness, 2017), przeł. Jerzy Łoziński

### Literatura publicystyczna
- The Cost of Living (1999)
- Algebra bezgranicznej sprawiedliwości (The Algebra of Infinite Justice, 2002), przeł. Justyna Grzegorczyk.
- Power Politics (2002)
- War Talks (2002)
- An Ordinary Person's Guide to Empire (2004)
- Public Power in the Age of Empire (2004)
- The Checkbook and the Cruise Missile: Conversations with Arundhati Roy (2004)
- Indie rozdarte (Broken Republic, 2012), przeł. Krzysztof Umiński i Marta Umińska.

### Scenariusze
- In Which Annie Gaves It Those Ones (1989)
- Electric Moon (1992)